# Radnice v Hlinsku
Radnice (čp. 1) v Hlinsku je budova na jižní straně podlouhlého Poděbradova náměstí.

## Historie
Původní náměstí bývalo menší a stály na něm podsíňové domy. Nejstarší památkou v blízkosti náměstí je bývalá tvrz (písemné záznamy o ní jsou z roku 1413), v níž v 16. století sídlila královská celnice a později i radnice. V průběhu staletí byla několikrát přestavována. Budova časem velmi zchátrala, byly nutné neustálé opravy, místnosti velikostí nevyhovovaly pro úřední jednání radních a měšťanů. V současné době slouží jako modlitebna Farního sboru českobratrské církve evangelické.

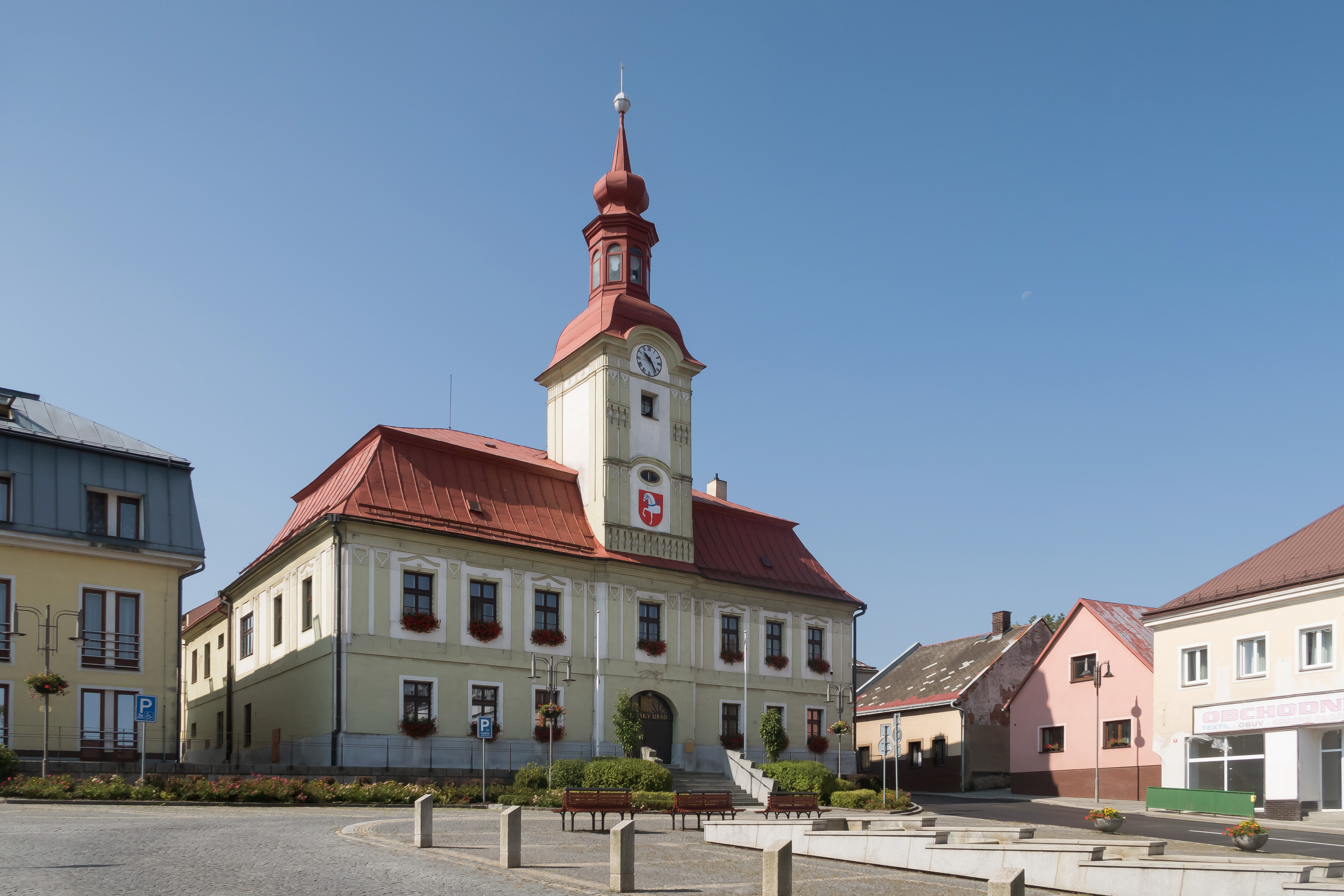
Radnice

V roce 1598 koupila obec pozemek pro stavbu radnice a také se rozhodlo o její stavbě. V budově kromě úředních místností měl být umístěn také zájezdní hostinec. O vlastní stavbu se zasloužili především měšťané Václav František Hřib a jeho otčím Josef Pantůček. Radnici postavil stavitel Václav Sitta v letech 1792–1793, náklady byly 4 566 zlatých a 59 krejcarů. V přízemí býval široký průjezd. Po levé straně v přízemí bývala šenkovna, kuchyň a jeden pokoj. Na pravé straně vedly schody do poschodí.
Věž s hodinami a bání byla vybudována až o padesát let později, údajně roku 1839. Hodiny byly zakoupeny od hodinářů Brokešových z Německého (dnes Havlíčkova) Brodu, v roce 1847 byly hodiny přemístěny na věž Kostela Narození Panny Marie a na radnici byly osazeny hodiny nové.
V roce 1830 byl u radnice postaven domek, který sloužil jako vězení, strážníkovo obydlí a stáje pro koně a dobytek.
Patentem z 19. března 1849 obce získaly právo volit si své zástupce. Prvním představeným zvoleným podle nového zákona v roce 1850 byl Jan Voldán, setrval ve funkci do roku 1861. Od roku 1850 úřadoval v budově radnice okresní soud a městský úřad byl přestěhován do přístavby radnice, která do té doby sloužila jako vězení a stáje.
Budova městskému úřadu byla vrácena až v roce 1933, tehdy se soud odstěhoval do vlastního objektu. 

## Architektura
Radnice je jednopatrová sedmiosá budova s mansardovou střechou a třípatrovou věží. V úrovni třetího patra věže jsou umístěny hodiny, pod nimi je malé čtverhranné okénko a pod ním v prvním patře věže na fasádě je výrazný městský znak – bílý půlkůň v červeném štítu. Dvoukřídlá okna jsou opatřena římsami. Do budovy se vchází dřevěnými vraty s kulatým portálem. Za vraty v přízemí zůstal v budově zachován původní průjezd.
Místnosti mají klenuté stropy, jen velká zasedací místnost umístěná v přízemí nalevo od vstupních dveří má plochý strop. Při poslední větší přestavbě v letech 1976–1980 byly v budově částečně obnoveny valené klenby.